# Вестманнаэйягёйнг
Вестманнаэйягёйнг (исл. Vestmannaeyjagöng; слушатьо файле) — планируемый к постройке автомобильный тоннель под морским дном между Исландией и островом Хеймаэй в архипелаге Вестманнаэйяр. Тоннель длиной 18 км должен будет заменить действующую с 1959 года морскую автомобильную грузопассажирскую паромную переправу Вестманнаэйяр—Ландейяхёбн, значительно улучшив тем самым транспортное сообщение в этом регионе Исландии.

## Предпосылки
Между островами Вестманнаэйяр и Исландией с 1959 года существует морская автомобильная грузопассажирская паромная переправа длиной около около 15 километров. Переправа обслуживается паромом Herjólfur, который ходит между портом города Вестманнаэйяр на острове Хеймаей) и портом Ландейяхёбн неподалёку от устья реки Маркарфльоут. Ранее, до постройки Ландейяхёбн Herjólfur ходил в порт Торлауксхёбн, расположенный в 50 км к западу на полуострове Рейкьянес. Паром ходит 8 раз в день летом, и 6 раз в день в зимний сезон и за раз перевозит около 60 легковых автомобилей и до 388 пассажиров.
Когда в порту Ландейяхёбн стоит плохая погода или перекрыты дороги по южному берегу Исландии, то Herjólfur идёт в порт Торлауксхёбн, а периодичность рейсов сокращается до 2 раз в день. Первоначально предполагалось, что такие изменения маршрута будут редки и порт Ландейяхёбн будет закрыт не более чем 18—36 дней в году, а закрытие в зимние месяцы будет максимум 30 дней. Но оказалось, что зачастую порт закрыт более 150 дней в году из-за неблагоприятных погодных условий и заноса песком.
В течение многих лет острова Вестман являются одним из самых популярных туристических направлений в Исландии, ежегодно между Исландией и архипелагом в обе стороны путешествуют несколько сотен тысяч туристов. Из-за большой нагрузки, существующая паромная переправа не всегда в состоянии справиться с большим потоком людей и транспорта. Во время летнего сезона поток желающий попасть на Вестманнаэйяр таков, что для пассажиров с автомобилем поездку на Herjólfur необходимо бронировать заранее за много недель.
Бухт, удобных для судоходства, на южном побережье Исландии нет совсем, а специально построенный в 2010 неподалёку от устья реки Маркарфльоут порт Ландейяхёбн предназначен исключительно для обслуживания паромной переправы и не может принимать другие морские суда. По этой причине, тоннель обеспечивающий прямой доступ к большому и удобному порту Вестманнаэйяр на острове Хеймаэй, мог бы вызвать настоящую транспортную революцию во всем Сюдюрланд, в последнюю очередь для населенных пунктов и общин Раунгарвадласислы и Вестюр-Скафтафедльсислы.

## Планирование
Впервые план, а точнее схематические наброски возможного расположения тоннеля Вестманнаэйягёйнг, опубликовало в 2000 году Исландское дорожное управление в своем обзоре планируемых тоннелей. Предложенные варианты прохождения Вестманнаэйягёйнг предполагали, что начинаясь южным порталом на острове Хеймаэй в черте города Вестманнаэйяр, тоннель уходит под морское дно, выходя северным порталом на юг Исландии в одном из четырёх возможных мест — непосредственно на кольцевую дорогу Хрингвегюр 1 (крайняя правая линия на схеме), дорогу Ландейяхабнарвегюр 253 (вторая линия справа), дорогу Ландейявегюр 252 (крайняя линия слева) или дорогу Баккавегюр 253 (вторая линия слева).

## Критика
Согласно отчёту Verkfræðistofa Sigurður Thoroddsen hf. сделанного по заказу Исландского дорожного управления проект тоннеля Вестманнаэйягёйнг действительно осуществим, но будет чрезмерно дорогим (в пределах 400—650 миллионов долларов США) из-за сложных геологических условий на шельфе между архипелагом Вестманнаэйяр и Исландией. В исследование выражается сомнение, что постройка 18-километрового подводного тоннеля в таком вулканически активном регионе вообще имеет смысл.
В то же время Аусмюндюр Фридриксон, депутат Альтинга от Партии независимости, считает, что за туннель нужно заплатить всего один раз, а за поддержание работы порта Ландейяхёбн, где требуется непрерывная откачка наносимого морем чёрного песка, а также за обслуживание и строительство новых паромов, необходимо платить снова и снова. Перекачка песка в гавани стоит около 2,5 миллиона долларов в год, обслуживание работы парома — 8 миллионов долларов в год, а покупка нового парома раз в 30 лет — около 80 миллионов долларов.